# Sövde distrikt
Sövde distrikt är ett distrikt i Sjöbo kommun och Skåne län. 
Distriktet ligger söder om Sjöbo.

## Tidigare administrativ tillhörighet
Distriktet inrättades 2016 och utgörs av Sövde socken i Sjöbo kommun.
Området motsvarar den omfattning Sövde församling hade 1999/2000.